# Косселя, Ежи
Ежи Косселя (Косела) (пол. Jerzy Kossela (Kosela), 15 июля 1942 года, Ченстохова — 7 января 2017, Гдыня) — польский гитарист, вокалист, автор текстов и композитор, один из основателей и член ВИА Electron, Niebiesko-Czarni, Pięciolinie и Czerwone Gitary.

## Биография
Первый лидер группы Czerwone Gitary (в 1965—1967 годах). После ухода из группы продолжил работать в польской музыкальной жизни и выступал на сцене до 1976 года , после чего в течение 15 лет работал ведущим дискотек. После возвращения Czerwone Gitary на эстраду в 1991 снова оказался в команде как гитарист и вокалист. Ушел из группы в 1993 году. С 1999 года снова (в третий раз) в составе команды. Его эстрадные псевдонимы: Ciamcialamcia и Juras.
Автор многих хитов, в том числе: «Bo ty się boisz myszy» (музыка и текст), «Historia jednej znajomości», «Matura» (тексты на музыку Кшиштофа Кленчона). Соавтор книги «Czerwone Gitary to właśnie my!» (Варшава, 1992). Ежи Косселя был женат на Яне (Янине) Крас.
В альбом Czerwonych Gitar «Jeszcze raz», премьера которого состоялась 14 марта 2015, вошла его песня «Kocham dwie dziewczyny», написанная в 1965 году.
В мае 2015 года прекратил турне с группой Czerwone Gitary из-за серьезных проблем со здоровьем, однако через год вернулся на сцену. Последний раз выступал 21 февраля 2016 года в Балтийской Филармонии в Гданьске.
Похоронен на Витоминском кладбище.

## Награды и звания
- 2010 — Бронзовая Медаль «За заслуги в культуре Gloria Artis»[8].
- 2010, 2015 — Лауреат премии Президента города Гданьска в сфере культуры[9].